# Піта архіпелагова
Піта архіпелагова (Erythropitta novaehibernicae) — вид горобцеподібних птахів родини пітових (Pittidae). Раніше вважався підвидом піти червоночеревої (Erythropitta erythrogaster).

## Поширення
Ендемік Папуа Нової Гвінеї. Поширений на островах Нова Ірландія та Новий Ганновер. Раніше траплявся також на острові Дяул. Природним середовищем існування є субтропічний або тропічний вологий низинний ліс.